# Mill Hill

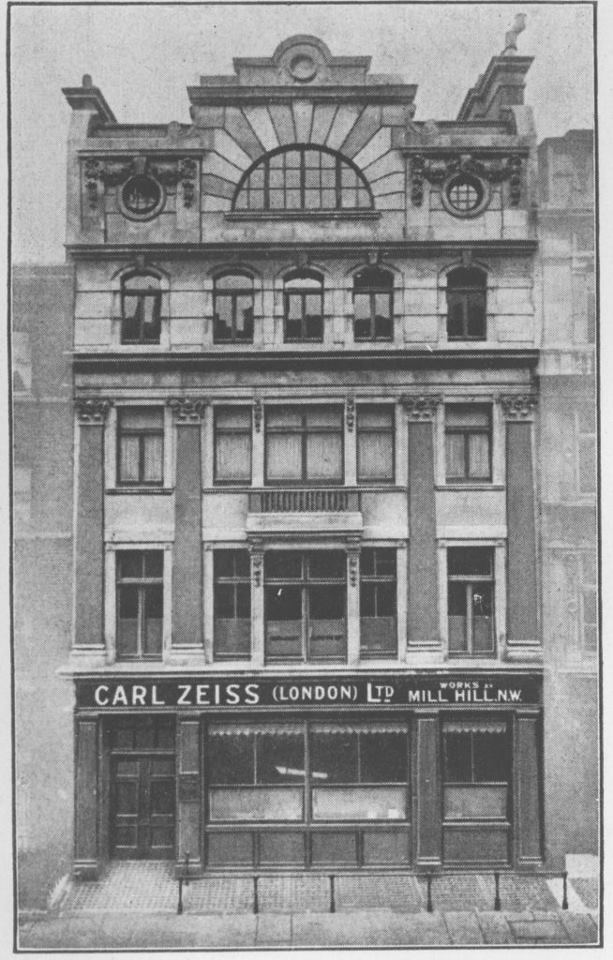

Mill Hill è una zona di Londra, nel quartiere di Barnet. Fino al 1965 era ricompresa nella contea di Middlesex.
Mill Hill è menzionata per la prima volta dalle fonti nel 1547, con il nome di Myllehill (letteralmente "collina del mulino").
Vi hanno sede le case madri della Società Missionaria di San Giuseppe di Mill Hill, fondata nel 1866 dal futuro cardinale Herbert Vaughan per le missioni nelle colonie britanniche, delle Suore Francescane Missionarie di San Giuseppe, fondato da Alice Ingham come ramo femminile del precedente istituto, e delle Suore Francescane di Mill Hill, comunità già anglicana passata al cattolicesimo per l'influenza di Vaughan.